# Anisagrion truncatipenne
Anisagrion truncatipenne là loài chuồn chuồn trong họ Coenagrionidae. Loài này được Calvert mô tả khoa học đầu tiên năm 1902.